# Graham Bencini
Graham Bencini (25 luglio 1976) è un ex calciatore maltese, di ruolo difensore.

## Carriera

### Club
Ha giocato nella massima serie maltese con varie squadre.

### Nazionale
Con la Nazionale maltese ha giocato 2 partite nel 1999.